# Cantón La Libertad
El cantón La Libertad es un cantón de la Provincia de Santa Elena en la República del Ecuador. 
Su actual alcalde es Pancho Tamariz Guerrero
Se localiza al centro-sur de la región litoral del Ecuador, en la puntilla de Santa Elena, que es el extremo occidental del Ecuador continental, a una altitud de 10 m s. n. m. y con un clima seco tropical de 26 °C en promedio.
Con una extensión de 26 km² es el segundo cantón más pequeño de Ecuador (solo por detrás de Cevallos, en la provincia de Tunguruahua), por esta razón y por tener una población de 112 154 habitantes, es el cantón más densamente poblado del país con 3690,08 hab/km², lo que contrasta con el cantón Isabela en la provincia de Galápagos, que es el cantón con menor densidad de población.

## Política
El cantón La Libertad, al igual que las demás municipios del Ecuador, se rige por el Gobierno Autónomo Descentralizado Municipal según lo previsto en la Constitución de la República.
El Gobierno Autónomo Descentralizado Municipal de La Libertad, es una entidad de gobierno seccional que administra el cantón de forma autónoma al gobierno central, y está organizada por la separación de poderes de carácter ejecutivo representado por el alcalde, y otro de carácter legislativo conformado por los miembros del concejo cantonal.
El Gobierno Autónomo Descentralizado Municipal de La Libertad, se rige principalmente sobre la base de lo estipulado en los artículos 253 y 264 de la Constitución Política de la República y en la Ley de Régimen Municipal en sus artículos 1 y 16, que establece la autonomía funcional, económica y administrativa de la Entidad.

### Alcaldía
El poder ejecutivo del cantón es desempeñado por un ciudadano con título de Alcalde del Cantón La Libertad, el cual es elegido en sufragio directo por mayoría simple en las elecciones municipales. El vicealcalde es elegido por el Concejo Cantonal, mismo que designa a un concejal para estas funciones por dos (2) años. El alcalde dura cuatro años en sus funciones, y tiene la opción de reelección inmediata y por una única vez. El alcalde es el máximo representante de la municipalidad y tiene voto dirimente en el concejo cantonal, mientras que el vicealcalde realiza las funciones de alcalde subrogante mientras no pueda ejercer sus funciones el alcalde titular.
El alcalde cuenta con su propio gabinete de administración municipal mediante múltiples direcciones de nivel de asesoría, de apoyo y operativo. Los encargados de aquellas direcciones municipales son designados por el propio alcalde. 
Actualmente el Alcalde de La Libertad es Francisco Tamariz, elegido para el periodo 2023 - 2027.

### Concejo cantonal
El poder legislativo de la ciudad es ejercido por el Concejo Cantonal de La Libertad el cual es un pequeño parlamento unicameral que se constituye al igual que en los demás cantones mediante la disposición del artículo 253 de la Constitución Política Nacional. De acuerdo a lo establecido en la ley, la cantidad de miembros del concejo representa proporcionalmente a la población del cantón.
La Libertad posee 7 concejales, los cuales son elegidos mediante sufragio (Sistema D'Hondt) y duran en sus funciones cuatro años pudiendo ser reelegidos indefinidamente. El alcalde y el vicealcalde presiden el concejo en sus sesiones. Al recién instalarse el concejo cantonal por primera vez los miembros eligen de entre ellos un designado para el cargo de vicealcalde de la ciudad.

## Turismo
El cantón La Libertad posee varios atractivos turísticos, entre los que se destacan:
- La Playa de Cautivo: se ubica al noreste de la ciudad posee un kilómetro de extensión en donde se practican deportes como: vóley, fútbol, surfing, paseos en los botes de goma llamados "bananas", y otros deportes.

- Malecón de La Libertad: cuenta con más de un kilómetro de extensión; a sus pies se encuentra la playa del malecón la cual es ideal para niños por su baja altura.

- Mirador "La Caleta": es un lugar ideal para la observación de la ciudad y la playa, este mirador se encuentra ubicado en el sector 10 de agosto.

- Museo Casa León: se construyó en 1991 por iniciativa del artista León Ricaute; en este museo se encuentran objetos artísticos y de uso cotidiano de las diferentes etapas históricas del Ecuador: prehispánicas, coloniales y contemporáneas. Además es exhiben objetos utilitarios de diversas culturas pre-incaicas ecuatorianas como Valdivia, Machalilla, Chorrera, entre otras. Se encuentra en la Avenida 9 de octubre entre las calles 13 y 14.

- Iglesia Matriz San Antonio de Padua: Ubicada en el punto más alto de La Libertad, es un atractivo turístico importante. Fue construida en 1966 mezclando una arquitectura colonial con infraestructura moderna.

- Parque y plaza La Libertad: fue inaugurado el 17 de octubre de 2010 y se encuentra a la entrada de la ciudad, comprende un área de 4.160,85 m², contiene un faro central como símbolo de la Península de Santa Elena, 2 pérgolas a los costados en forma radial, dos fuentes, bancas, áreas verdes, sistema de iluminación para toda el área.

- Museo Paleontológico Megaterio de la UPSE: aquí se exponen de restos de mega-fauna del Pleistoceno Tardío (50000 a 10000 a. C.), encontrados en el sector Tanque Loma, también posee fósiles de la cultura Las Vegas.

- Paseo Shopping La Península: es el Centro Comercial más grande de la provincia de Santa Elena; alberga grandes organismos financieros y comerciales.